# 잉크 inc.

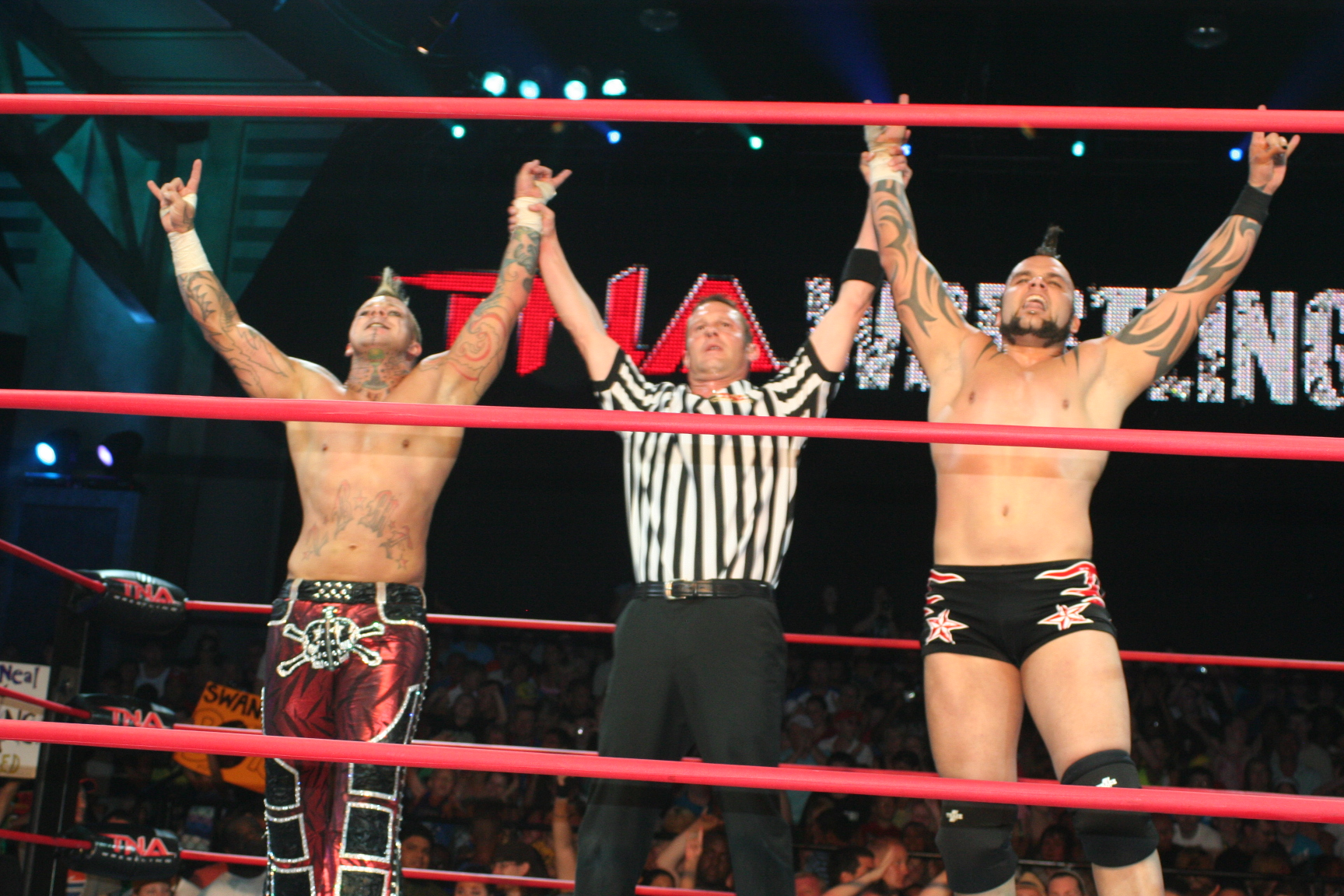
잉크 Inc.의 2010년 모습

잉크 Inc.는 TNA에서 활동하는 프로레슬링 선역 태그팀이다. 제시 닐과 셰넌 무어로 구성된 태그팀으로 2010년 4월 26일 결성되었다.

## 레슬링
- 레슬링 기술

- - 제시 닐

- -     - 스피어

- - 셰넌 무어

- -     - 할로 (코크스크류 센턴) , 무어가즘 (런닝 썸머썰트 넥브레이커)

## 챔피언
- TNA 내에서의 챔피언 경력은 없음

## 같이 보기
- TNA